# Kilkenny
Kilkenny (iriska: Cill Chainnigh) är en stad på Irland med omkring 20 000 invånare. Staden är huvudort i County Kilkenny i provinsen Leinster och är både anglikanskt och katolskt biskopssäte. Floden Nore rinner igenom Kilkenny. Kilkenny ligger i inlandet. Den är den enda stad på Irland som inte berörs av tidvattnet.[källa behövs]
Staden är känd för sina vackra medeltida byggnader. Kilkenny är en mycket populär turistort och även en "getaway" för irländare som vill göra en helgutflykt med vacker miljö och ett blomstrande nattliv. Varje sensommar hålls den årliga Cats Laugh Comedy Festival i Kilkenny.
Staden är även känd för sitt bryggeri, St. Francis Abbey Brewey, som ägs av Guinness. Bryggeriets ursprungliga öl, alen Smithwicks, utgör idag bara en bråkdel av produktionen. Ölen Kilkenny skapades med avseende på exportmarknaden till Europa eftersom Smithwicks är relativt svåruttalat för icke-engelskspråkiga.

## Sport
Grevskapet Kilkenny är bland Irlands bästa för hurling. Spelet utövas mest i de södra delarna av Munster och Leinster. Staden Kilkennys lag har smeknamnet The Cats, och har klubbfärgerna guld och svart.